# Club 24 de Setiembre
El Club 24 de Setiembre, también conocido como Club 24 de Setiembre VP, es un club de fútbol de Paraguay, asentado en la compañía Valle Pucú del distrito de Areguá, Departamento Central. Fue fundado el 24 de septiembre de 1914, coincidiendo con la festividad de la Virgen de la Merced, santa patrona de la comunidad. Estuvo afiliado a la Unión del Fútbol del Interior, hasta el año 2015, el club es multicampeón de la Liga Aregüeña de Fútbol, siendo bicampeón en los años 2014 y 2015.
Afiliado a la Asociación Paraguaya de Fútbol en 2015 compite en sus divisiones desde el 2016. A partir del 2024 milita en la  Primera B Metropolitana, tercera división del futbol paraguayo.

## Historia

### Sus inicios
El club fue fundado el 24 de septiembre de 1914, siendo así el primer club establecido en la ciudad de Areguá, el primer presidente fue el señor Miguel Saldivar. Desde el año de 1950 está afiliado a la Liga Aregüeña de Fútbol y por ende a la Unión del Fútbol del Interior. El primer título de la Liga Aregüeña lo conquistó en el año 1952, repitiendo esa conquista en los años 1953 y 1956.

### Otros títulos y campeonato regional
El título de campeón de la Liga Aregüeña de Fútbol de 1968 lo obtuvo en forma invicta, ese mismo año llegó a la final de la Cuarta Región Deportiva, enfrentando al club Martín Ledesma de Capiatá, quedando finalmente con el subcampeonato. 
Volvió a conquistar la Liga Aregüeña de Fútbol en 1973, así como en 1978, ese mismo año también logró el título de campeón esta vez de la Quinta Región Deportiva derrotando al club Olimpia de Itauguá en la final, convirtiéndose así en el primer club aregüeño en obtener ese título regional.
Repite la obtención del campeonato de la Liga Aregüeña de Fútbol en 1973, 1978, 1980, 1982, 1985, 1990 y 1999.

### SigloXXI, centenario e ingreso a la A.P.F.
En 1999, tras una década, el club logró de nuevo el campeonato de la Liga Aregüeña de Fútbol.
En el 2014, año del centenario de la fundación, logró de nuevo el título.
El 2015 se convirtió en un año especial para el club, no solo por la obtención de un nuevo título aregüeño, sino además por el crecimiento de su infraestructura. Estos logros deportivos a lo largo de su historia y una infraestructura acorde a las exigencias, permitió al club solicitar su incursión ese mismo año a las competencias de la Asociación Paraguaya de Fútbol.
En diciembre de ese mismo año se anunció que el club cumplía con todos los requisitos, por lo que fue aceptado y afiliado; y desde la temporada siguiente comenzaría a competir por primera vez en una división de la Asociación Paraguaya de Fútbol. 
Así desde la temporada 2016 inició a competir en la Primera División C, cuarta y última categoría del fútbol paraguayo. Su estreno se registró el domingo 8 de mayo, con un triunfo en condición de visitante por 2 a 1 sobre el Atlético Tembetary, club que actuó de local en el estadio Luciano Zacarías, mediante las anotaciones de Albert Verón y Ronaldo Díaz. El sábado 14 de mayo el club actuó por primera vez de local en su estadio recibiendo y derrotando al club Valois Rivarola por 2 a 0, con goles de Milciades Pérez y Albert Verón. El club continuó su buen arranque con una tercera victoria en forma consecutiva. Con un gran juego ganó la primera fase del campeonato con un récord de 9 victorias, 1 empate y 4 derrotas. Clasificó a la segunda fase en donde formó parte del Grupo A, en donde logró la clasificación al cuadrangular final en forma anticipada en la fecha 5. Ya en la fase final el club logró el ascenso a la Tercera División al ocupar el tercer puesto.
En la temporada 2017 de la Primera División B, el club mostró un buen nivel en su primera experiencia en la tercera división, luchó siempre en la zona alta de la tabla y además fue el único que derrotó en dos ocasiones al favorito y tradicional club Sportivo San Lorenzo, a la postre campeón del certamen. Finalmente culminó el campeonato en la quinta posición.
En la temporada 2018 de la Primera División B, el club no pudo repetir la buena campaña pasada y culminó decimotercero en la tabla de posiciones. En la Copa Paraguay ganó el Grupo B de la fase clasificatoria de su categoría, pero quedó eliminado en la primera fase por el club Olimpia de la Primera División.
En la temporada 2022, luego de una excelente campaña se consagró vicecampeón de la Primera División B (Siendo el campeón el club Recoleta) con lo que logró el ascenso a la categoría Intermedia, segunda categoría más importante del futbol paraguayo.

## Estadio
El club juega de local en el Estadio Próculo Cortázar, que tiene una capacidad para unas 2500 personas.

## Uniforme
- Uniforme Titular: Camiseta blanca con una franja horizontal ancha y negra en el medio, pantalón blanco y medias blancas.
- Uniforme Suplente: Camiseta negra con una franja horizontal ancha y blanca en el medio, pantalón negro y medias negras.

Para la temporada 2016 la vestimenta es de la marca mexicana Garcis.

## Palmarés

### Torneos de la Unión del Fútbol del Interior
- Liga Aregüeña de Fútbol (13): 1952, 1953, 1956, 1968 (invicto), 1973, 1978, 1982, 1985, 1990, 1999, 2009, 2014 y 2015.
  - Subcampeonatos (8): 1967, 1971, 1972, 1975, 1991, 1992, 1997, 1998.
- Quinta Región Deportiva (1): 1978.
- Cuarta Región Deportiva (0):
  - Subcampeonatos (1): 1968.
- Primera División B
  - Subcampeonato (1): 2022